# Hamont-Achel
Hamont-Achel (Limburgs: Haëmet-Achel) is een bosrijke gemeente in het noorden van de provincie Limburg, in de Kempen in België. De gemeente behoort tot het kieskanton en het gerechtelijk kanton Neerpelt.

## Geschiedenis
Hamont-Achel is in 1977 ontstaan door de samenvoeging van de gemeenten Hamont en Achel. In 1985 verkreeg de nieuwe gemeente haar stadsrechten en stadstitel van vroeger weer terug; dit bracht met zich mee dat de vlag en het wapen van de nieuwe gemeente werden ingevoerd.
Achel had aan spoorlijn 18 een station Achel van 1866 tot 1946 voor reizigers en tot 1973 voor goederen. Hamont heeft aan spoorlijn 19 een station Hamont.

## Geografie

### Deelgemeenten
| # | Naam   | Opp. (km²) | Inwoners (2020) | Inwoners per km² | NIS-code |
| - | ------ | ---------- | --------------- | ---------------- | -------- |
| 1 | Hamont | 23,17      | 8.948           | 386              | 72037A   |
| 2 | Achel  | 20,55      | 5.350           | 260              | 72037B   |

### Overige kernen
Achel-Statie (Achel), 't Lo (Hamont)

### Aangrenzende gemeenten
De gemeente Hamont-Achel grenst aan de volgende gemeenten:
| Aangrenzende gemeenten | Aangrenzende gemeenten | Aangrenzende gemeenten | Aangrenzende gemeenten | Aangrenzende gemeenten |
| ---------------------- | ---------------------- | ---------------------- | ---------------------- | ---------------------- |
| Valkenswaard (NL)      |                        | Heeze-Leende (NL)      |                        | Cranendonck (NL)       |
|                        |                        |                        |                        |                        |
| Pelt                   | Cranendonck (NL)       |                        |                        |                        |
|                        |                        |                        |                        |                        |
| Pelt                   |                        | Bocholt                |                        | Cranendonck (NL)       |

## Demografie
De gemeente telde op 1 januari 2024 14.456 inwoners, waarvan ongeveer 31 % de Nederlandse nationaliteit heeft. De stad telt 73 verschillende nationaliteiten. De vijf meest voorkomende staan hieronder weergegeven.
| # | Nationaliteit | Aantal |
| - | ------------- | ------ |
| 1 | België        | 9.178  |
| 2 | Nederland     | 4.540  |
| 3 | Polen         | 127    |
| 4 | Portugal      | 44     |
| 5 | Duitsland     | 42     |
| - | overig        | 525    |
|   | Totaal        | 14.456 |

### Demografische ontwikkeling
Alle historische gegevens hebben betrekking op de huidige gemeente, inclusief deelgemeenten, zoals ontstaan na de fusie van 1 januari 1977.
- Bronnen:NIS, Opm:1831 tot en met 1981=volkstellingen; 1990 en later= inwonertal op 1 januari

| Inwoners van jaar tot jaar op 1 januari 1992 tot heden | Inwoners van jaar tot jaar op 1 januari 1992 tot heden | Inwoners van jaar tot jaar op 1 januari 1992 tot heden |
| jaar                                                   | Aantal                                                 | Evolutie: 1992=index 100                               |
| ------------------------------------------------------ | ------------------------------------------------------ | ------------------------------------------------------ |
| 1992                                                   | 12.676                                                 | 100,0                                                  |
| 1993                                                   | 12.867                                                 | 101,5                                                  |
| 1994                                                   | 13.001                                                 | 102,6                                                  |
| 1995                                                   | 13.102                                                 | 103,4                                                  |
| 1996                                                   | 13.204                                                 | 104,2                                                  |
| 1997                                                   | 13.418                                                 | 105,9                                                  |
| 1998                                                   | 13.485                                                 | 106,4                                                  |
| 1999                                                   | 13.580                                                 | 107,1                                                  |
| 2000                                                   | 13.585                                                 | 107,2                                                  |
| 2001                                                   | 13.576                                                 | 107,1                                                  |
| 2002                                                   | 13.653                                                 | 107,7                                                  |
| 2003                                                   | 13.684                                                 | 108,0                                                  |
| 2004                                                   | 13.755                                                 | 108,5                                                  |
| 2005                                                   | 13.779                                                 | 108,7                                                  |
| 2006                                                   | 13.770                                                 | 108,6                                                  |
| 2007                                                   | 13.863                                                 | 109,4                                                  |
| 2008                                                   | 13.903                                                 | 109,7                                                  |
| 2009                                                   | 14.057                                                 | 110,9                                                  |
| 2010                                                   | 14.094                                                 | 111,2                                                  |
| 2011                                                   | 14.180                                                 | 111,9                                                  |
| 2012                                                   | 14.225                                                 | 112,2                                                  |
| 2013                                                   | 14.271                                                 | 112,6                                                  |
| 2014                                                   | 14.265                                                 | 112,5                                                  |
| 2015                                                   | 14.371                                                 | 113,4                                                  |
| 2016                                                   | 14.356                                                 | 113,3                                                  |
| 2017                                                   | 14.427                                                 | 113,8                                                  |
| 2018                                                   | 14.427                                                 | 113,8                                                  |
| 2019                                                   | 14.369                                                 | 113,4                                                  |
| 2020                                                   | 14.299                                                 | 112,8                                                  |
| 2021                                                   | 14.337                                                 | 113,1                                                  |
| 2022                                                   | 14.375                                                 | 113,4                                                  |
| 2023                                                   | 14.458                                                 | 114,1                                                  |
| 2024                                                   | 14.507                                                 | 114,4                                                  |
| 2025                                                   | 14.568                                                 | 114,9                                                  |

## Politiek

### Structuur
De gemeente Hamont-Achel ligt in het kieskanton Neerpelt (dat identiek is aan het provinciedistrict Neerpelt) en het kiesarrondissement Hasselt-Tongeren-Maaseik (identiek aan de kieskring Limburg).
| Hamont-Achel     | Hamont-Achel     | Supranationaal         | Nationaal                         | Nationaal          | Gemeenschap       | Gewest            | Provincie         | Arrondissement           | Provinciedistrict | Kanton          | Gemeente        |
| ---------------- | ---------------- | ---------------------- | --------------------------------- | ------------------ | ----------------- | ----------------- | ----------------- | ------------------------ | ----------------- | --------------- | --------------- |
| Administratief   | Niveau           | Europese Unie          | België                            | België             | Vlaanderen        | Vlaanderen        | Limburg           | Maaseik                  | Maaseik           | Maaseik         | Hamont-Achel    |
| Administratief   | Bestuur          | Europese Commissie     | Belgische regering                | Belgische regering | Vlaamse regering  | Vlaamse regering  | Deputatie         | Deputatie                | Deputatie         | Deputatie       | Gemeentebestuur |
| Administratief   | Raad             | Europees Parlement     | Kamer van volksvertegenwoordigers | Vlaams Parlement   | Vlaams Parlement  | Vlaams Parlement  | Provincieraad     | Provincieraad            | Provincieraad     | Provincieraad   | Gemeenteraad    |
| Kiesomschrijving | Kiesomschrijving | Nederlands Kiescollege | Kieskring Limburg                 | Kieskring Limburg  | Kieskring Limburg | Kieskring Limburg | Kieskring Limburg | Hasselt-Tongeren-Maaseik | Neerpelt          | Neerpelt        | Hamont-Achel    |
| Verkiezing       | Verkiezing       | Europese               | Federale                          | Federale           | Vlaamse           | Vlaamse           | Provincieraads-   | Provincieraads-          | Provincieraads-   | Provincieraads- | Gemeenteraads-  |

### Geschiedenis

#### (Voormalige) burgemeesters
| Tijdspanne | Tijdspanne   | Burgemeester                   |
| ---------- | ------------ | ------------------------------ |
|            | 1976 - 1988  | Cyriel Leeten (CVP / CD&V)     |
|            | 1989 - 2006  | Harrie Meeuwissen (CVP / CD&V) |
|            | 2007 - 2018  | Theo Schuurmans (CD&V)         |
|            | 2019 - 2022  | Rik Rijcken (PRO Hamont-Achel) |
|            | 2022 - 2023  | Theo Schuurmans (CD&V)         |
|            | 2023 - heden | Tom Cox (CD&V)                 |

#### Legislatuur 2013-2018
Burgemeester is Theo Schuurmans (CD&V). Hij leidt een coalitie bestaande uit CD&V en BALANS. Samen vormen ze de meerderheid met 12 op 23 zetels.

#### Legislatuur 2019-2024
Burgemeester was van 2019 eind juli 2022 Rik Rijcken (PRO Hamont-Achel). Hij leidde een coalitie bestaande uit PRO Hamont-Achel en N-VA. Samen vormden ze de meerderheid met 12 op 23 zetels. Eind juli 2022 vond er een coalitiewissel plaats en werd Theo Schuurmans (CD&V) terug burgemeester, die in oktober 2023 werd opgevolgd door zijn partijgenoot Tom Cox. De coalitie werd gevormd door CD&V, BALANS en een voormalig N-VA lid van de vorige coalitie. Samen vormen ze de meerderheid met 12 op 23 zetels.

#### Legislatuur 2024-2030
CD&V plus behaalde de absolute meerderheid met 12 op 23 zetels en ging alleen besturen. Tom Cox (CD&V) bleef burgemeester.

### Resultaten gemeenteraadsverkiezingen sinds 1976
| Partij of kartel     | Partij of kartel             | 10-10-1976 | 10-10-1976 | 10-10-1982 | 10-10-1982 | 9-10-1988 | 9-10-1988 | 9-10-1994 | 9-10-1994 | 8-10-2000 | 8-10-2000 | 8-10-2006 | 8-10-2006 | 14-10-2012 | 14-10-2012 | 14-10-2018 | 14-10-2018 | 13-10-2024 | 13-10-2024 |
| Stemmen / Zetels     | Stemmen / Zetels             | %          | 21         | %          | 21         | %         | 21        | %         | 23        | %         | 23        | %         | 23        | %          | 23         | %          | 23         | %          | 23         |
| -------------------- | ---------------------------- | ---------- | ---------- | ---------- | ---------- | --------- | --------- | --------- | --------- | --------- | --------- | --------- | --------- | ---------- | ---------- | ---------- | ---------- | ---------- | ---------- |
|                      | CD1/ CVP2/ CD&V3/ cd&v plus4 | 62,381     | 15         | 63,312     | 14         | 54,972    | 13        | 63,82     | 15        | 58,032    | 14        | 49,593    | 13        | 36,693     | 10         | 36,633     | 10         | 43,74      | 12         |
|                      | BALANS1/ Team39302           | -          |            | -          |            | -         |           | 36,21     | 8         | 41,971    | 9         | 29,871    | 7         | 10,991     | 2          | 9,451      | 1          | 7,92       | 1          |
|                      | PRO Hamont-Achel             | -          |            | -          |            | -         |           | -         |           | -         |           | -         |           | 34,55      | 9          | 39,78      | 10         | 29,3       | 7          |
|                      | N-VA                         | -          |            | -          |            | -         |           | -         |           | -         |           | -         |           | 12,17      | 2          | 12,13      | 2          | 10,0       | 2          |
|                      | Vlaams Belang                | -          |            | -          |            | -         |           | -         |           | -         |           | 8,99      | 1         | -          |            | -          |            | 9,1        | 1          |
|                      | SP1/ sp.a2                   | 12,661     | 2          | -          |            | -         |           | -         |           | -         |           | 11,552    | 2         | 5,612      | 0          | -          |            | -          |            |
|                      | GD                           | -          |            | 33,6       | 7          | 19,27     | 3         | -         |           | -         |           | -         |           | -          |            | -          |            | -          |            |
|                      | NCD                          | -          |            | -          |            | 25,76     | 5         | -         |           | -         |           | -         |           | -          |            | -          |            | -          |            |
|                      | ODP                          | 22,43      | 4          | -          |            | -         |           | -         |           | -         |           | -         |           | -          |            | -          |            | -          |            |
|                      | Anderen(*)                   | 2,53       | 0          | 3,09       | 0          | -         |           | -         |           | -         |           | -         |           | -          |            | 2,01       | 0          | -          |            |
| Totaal stemmen       | Totaal stemmen               | 6486       | 6486       | 6964       | 6964       | 7516      | 7516      | 7616      | 7616      | 7747      | 7747      | 7937      | 7937      | 7755       | 7755       | 7839       | 7839       | 5167       | 5167       |
| Opkomst %            | Opkomst %                    |            |            |            |            | 97,09     | 97,09     | 96,22     | 96,22     | 94,75     | 94,75     | 95,21     | 95,21     | 92,37      | 92,37      | 93,2       | 93,2       | 65,0       | 65,0       |
| Blanco en ongeldig % | Blanco en ongeldig %         | 3,89       | 3,89       | 6,15       | 6,15       | 5,6       | 5,6       | 6,57      | 6,57      | 6,89      | 6,89      | 4,26      | 4,26      | 3,17       | 3,17       | 4,2        | 4,2        | 0,6        | 0,6        |

De zetels van de gevormde coalitie staan vetjes afgedrukt. De grootste partij is in kleur.

(*) 1976: PVV (1,41%), VRIJ (1,12%) / 1982: AVA / 2018: Jawel

## Bezienswaardigheden
- Kerk (eind 18e eeuw gerestaureerd, deels herbouwd tussen 1904 en 1911) met 16de-eeuwse delen.
- Tomptoren (13e eeuw; gerestaureerd) is een overblijfsel van een torenmolen.[6]
- Kasteel Grevenbroek is ontstaan uit een hoevecomplex, dat terug te voeren is naar het begin van de 14e eeuw.
- Achelse Kluis (sinds 1871 St.-Benedictusabdij) is een voormalig trappistenklooster dat in 1846 als priorij werd gesticht. Officieel heet het klooster Onze-Lieve-Vrouw-van-La-Trappe-van-de-Heilige-Benedictus. De oorspronkelijke kloostergebouwen, daterend uit 1685, werden in periode 1945 - 1950 herbouwd. Sinds 1998 wordt er weer echt trappistenbier gebrouwen (merk Achel) tot de abdij verkocht werd aan ondernemer Jan Tormans.
- De grafheuvels van Hamont-Achel
- Jaarlijks wordt er in augustus het Belgisch Kampioenschap Fierljeppen gehouden, georganiseerd door KLJ Hamont. In 2014 vond de 25e editie plaats.[7]

## Bekende personen
- Antonius Mathijsen (1805-1878), arts
- Maria van der Steen (1906-1987), dichter
- Bernard Kemp (Bernard Van Vlierden) (1926-1980), schrijver
- Corneille Driezen (1947), kunstenaar, musicus en dichter
- Marc Didden (1949), filmregisseur, scenarist, journalist en docent
- Jakob Beks (1952), acteur
- Marc Emmers (1966), voetballer
- Stefan Boonen (1966), jeugdauteur
- Kurt Valkeniers (1966), cartoonist
- Roeland Hendrikx (1969), musicus, klarinettist
- Marc Hendrikx (1974), voetballer
- Jonathan Holslag, (1981), academicus
- Jelle Vanendert, (1985), wielrenner
- Elise Mertens (1995), tennisspeelster

## Partnersteden
- Strausberg

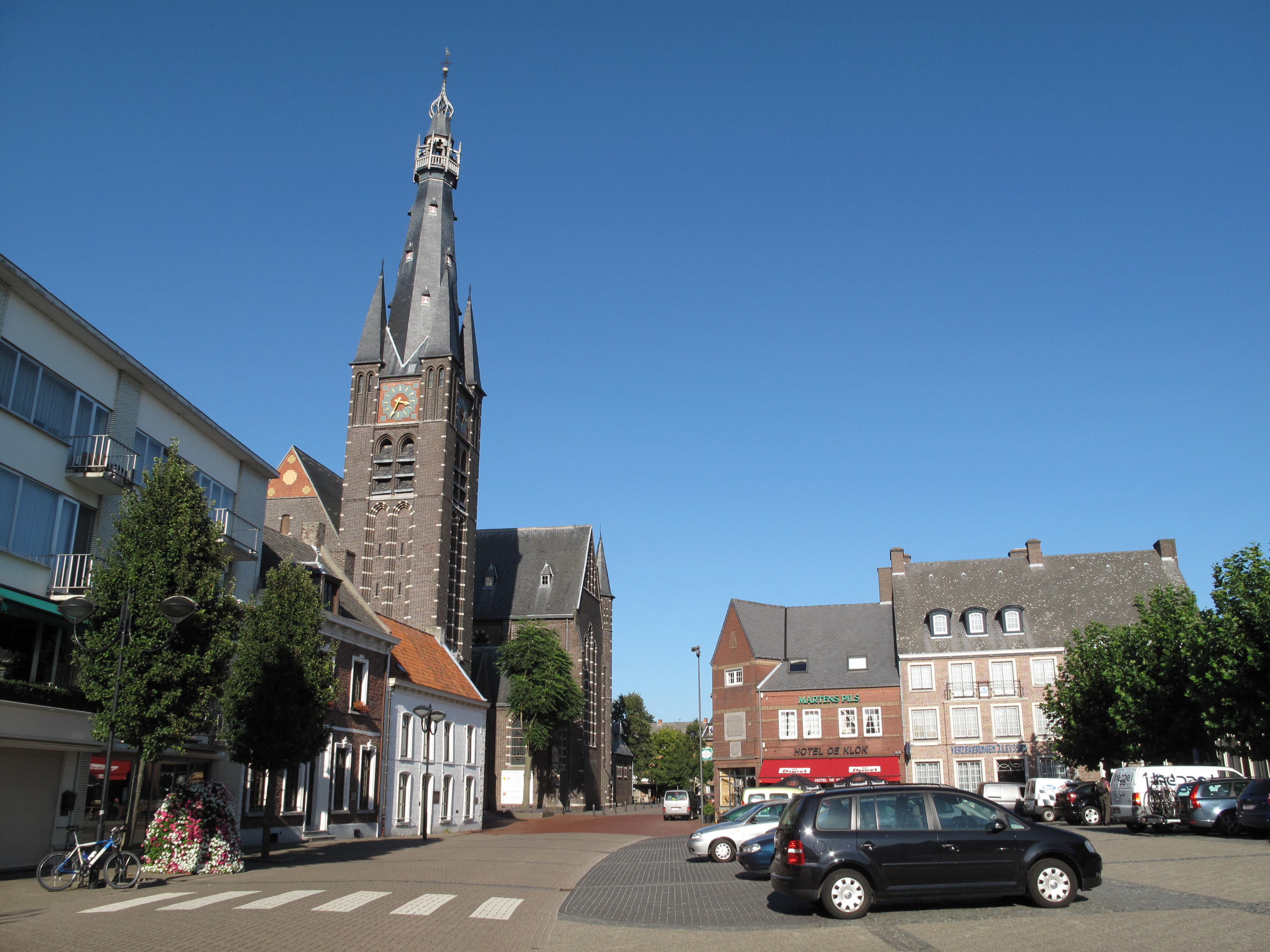
Hamont, Sint-Laurenskerk
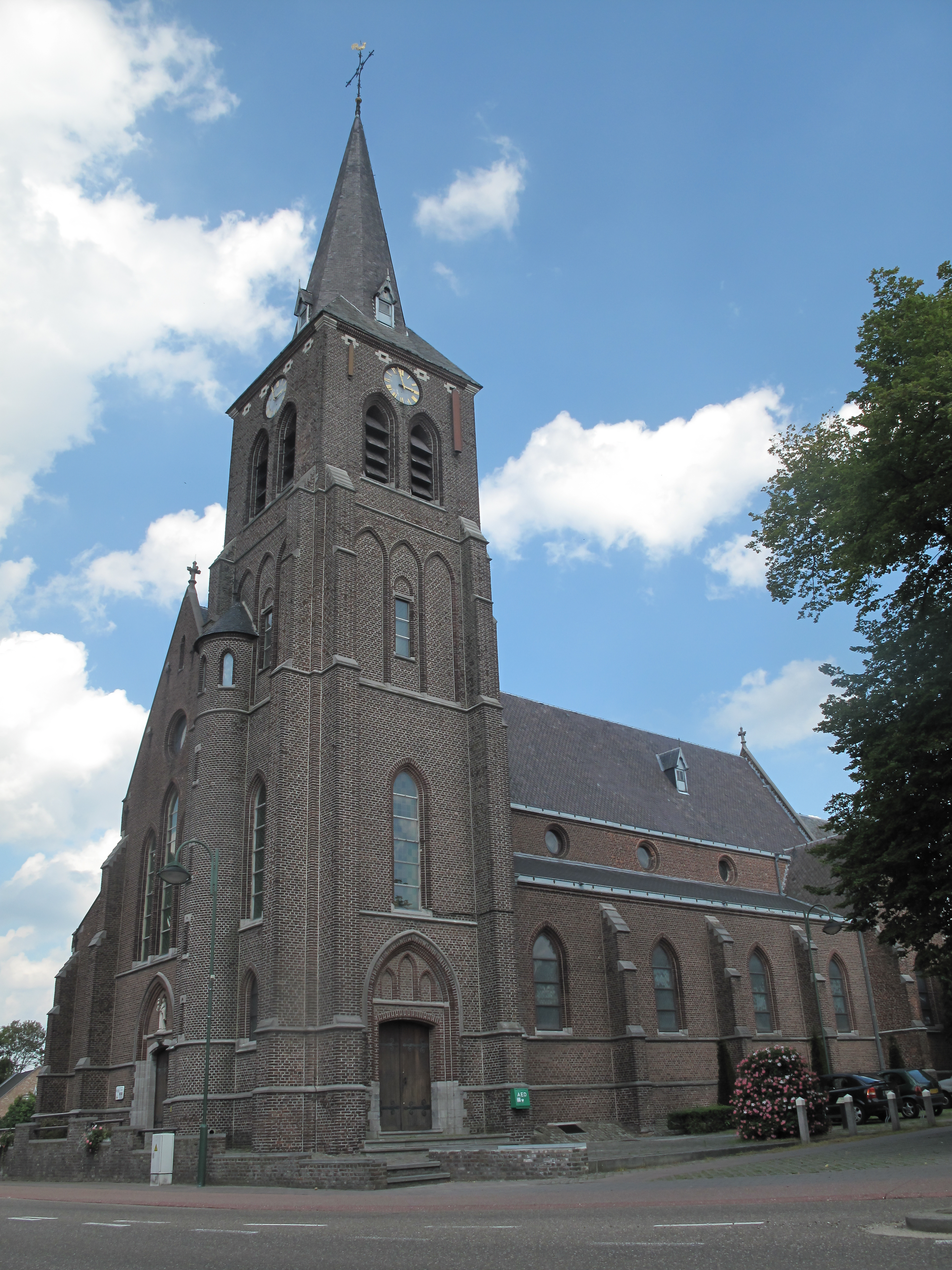
Achel, de Sint-Monulphus en Gondulphuskerk
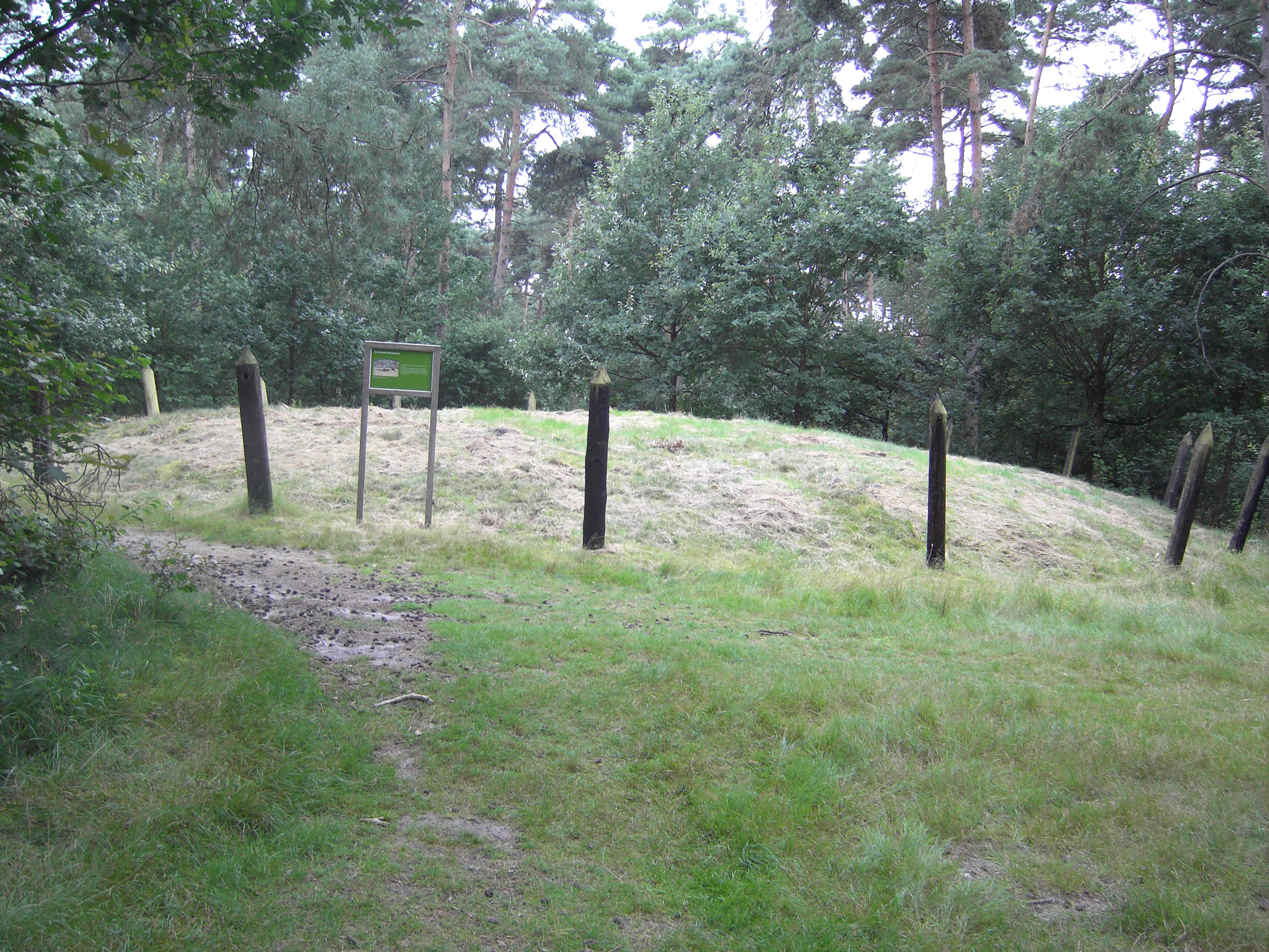

Deelgemeenten: Achel · Hamont

Overige kernen: Achel-Statie · 't Lo

Belgische gemeenten · Arrondissement Maaseik · Limburg · Vlaanderen
Alken · As · Beringen · Bilzen-Hoeselt · Bocholt · Bree · Diepenbeek · Dilsen-Stokkem · Genk · Gingelom · Halen · Hamont-Achel · Hasselt · Hechtel-Eksel · Heers · Herk-de-Stad · Herstappe · Heusden-Zolder · Houthalen-Helchteren · Kinrooi ·  Lanaken · Leopoldsburg · Lommel · Lummen · Maaseik · Maasmechelen · Nieuwerkerken · Oudsbergen · Peer · Pelt · Riemst · Sint-Truiden · Tessenderlo-Ham · Tongeren-Borgloon · Voeren · Wellen · Zonhoven · Zutendaal

België: Provincies · Gemeenten
Steden in Nederlands-Limburg (met stadsrechten): Echt · Gennep · Kessel · Maastricht · Montfort · Nieuwstadt · Roermond · Sittard · Susteren · Thorn · Valkenburg · Venlo · Weert · Wessem

Steden in Belgisch-Limburg (met stadsrechten): Beringen · Bilzen · Borgloon · Bree · Dilsen-Stokkem · Genk · Halen · Hamont-Achel · Hasselt · Herk-de-Stad · Lommel · Maaseik · Peer · Sint-Truiden · Tongeren

Plaatsen in Nederlands-Limburg (met stedelijke kenmerken): Arcen · Born · Eijsden · Heerlen · Kerkrade · Neeritter · Stein · Stevensweert · Urmond

Nederlands-Limburg: Steden en dorpen